# 盖姆根杰
盖姆根杰（Kaimganj），是印度北方邦Farrukhabad县的一个城镇。总人口31127（2001年）。

## 人口
该地2001年总人口31127人，其中男性16790人，女性14337人；0—6岁人口4780人，其中男2544人，女2236人；识字率63.60%，其中男性为68.02%，女性为58.43%。